# Benjamin Schmolck
Benjamin Schmolck (ur. 21 grudnia 1672 w Chróstniku, zm. 12 lutego 1737 w Świdnicy) – śląski i ewangelicki teolog, poeta i jeden z najwybitniejszych twórców pieśni kościelnych okresu baroku.

## Życiorys
Urodził się 21 grudnia 1672 roku w Chróstniku w Księstwie legnickim. Jego ojciec Martin Schmolck był pastorem ewangelickim w Chróstniku, a matka Rosine Dehmel pochodziła z rodziny mieszczańskiej zamieszkałej w Kowarach.
Jako syn pastora otrzymał bardzo staranne pobożne wychowanie. Już jako dziecko przejawiał wielki talent. Jego pierwszym domowym nauczycielem był Peter Paul Wießner. W wieku 9 lat w 1681 roku zaczął uczęszczać do szkoły w Ścinawie, gdzie ze względu na prośbę ojca Johann Georg Schubert udostępnił mu za darmo mieszkanie. Otrzymał tu staranne przygotowanie ze starożytnych języków, co umożliwiło mu wstąpienie do gimnazjum w Legnicy. Po 3 latach udał się do Wrocławia, gdzie poznał znanego Georga Wende (1635-1705). Wende po rezygnacji ze stanowiska rektora w Oleśnicy przyjął takież w Lubaniu. Benjamin udał się w ślad za nim i dzięki temu otrzymał gruntowną wiedzę z literatury klasycznej.
W 1693 wstąpił na Uniwersytet w Lipsku na wydział teologii. Rozpoczynając tam studia określił się jako Polak. Na trzyletni okres nauki otrzymał stypendium od właściciela dóbr chróstnickich Nicolausa Heinricha von Haugwitza (1658-1712) w wysokości 300 talarów oraz wsparcie od krewnego.
Na początku studiów uczęszczał tylko na zajęcia teologiczne o objaśnianiu pism. Miał jednak szersze zainteresowania i poświęcił się „ziemskim dyscyplinom”, a szczególnie naukom przyrodniczym. Chciał oddać się studiom medycznym, wybrał jednak studia teologiczne. W tym okresie najbardziej znanymi teologami na Uniwersytecie w Lipsku byli Johannes Olearius i Johann Benedict Carpzov II.
W 1697 roku po ukończeniu studiów wrócił do rodzinnej wsi by pomóc swojemu 70-letniemu ojcu w pracy na parafii. W 1701 roku został powołany na wikariusza ojca, po czym był ordynowany w Legnicy. Już 12 grudnia 1702 roku został skierowany jako diakon do Kościoła Pokoju w Świdnicy (kościół). W tym samym roku poślubił Anne Rosine Rehwald, córkę kupca z Lubania (Lauban). Ze związku tego narodziło się dwóch synów i trzy córki. W 1708 roku został mianowany archidiakonem, w 1712 seniorem, a w 1714 pastorem prymariuszem (pierwszym pastorem) i inspektorem szkolnym.
W 1730 roku w wieku 58 lat miał udar mózgu, w wyniku którego miał sparaliżowaną całą prawą stronę. Po pewnym czasie znowu mógł wstąpić na ambonę. Było mu wolno jeszcze przez pięć lat, tj. do 1735 roku sprawować urząd.
W Dzień Pokuty (Środa Popielcowa) 1735 roku wygłosił ostatnie kazanie. Później wylew powtórzył się i jego cierpienia jeszcze bardziej wzrosły.
12 lutego 1737 roku zmarł.

## Działalność
Na rozwój jego poetyckich zdolności duży wpływ miał rektor szkoły w Lubaniu Georg Wende i konrektor Gottfried Hoffmann. Na studiach był bardzo poszukiwanym pisarzem okolicznościowych wierszy. Oddał swoje umiejętności zupełnie Bogu i rozwojowi zboru.
Gdy 12 września 1716 roku połowa Świdnicy została w wyniku pożaru w popiół obrócona, napisał na pamiątkę tego dnia pieśń „Denke, Schweidnitz, denke dran”, którą kończy słowami „Bete: Herr Gott Zebaoth, gieb uns Feuer, nicht zur Rache, Feuer, das uns feurig mache.” (Panie Boże zastępów, daj nam ogień, nie dla zemsty, ogień, który nas uczyni żarliwymi).
Jako poeta odnośnie do formy wzorował się na Martinie Opitzu, jednak nie osiągając jego zręczności językowej, natomiast co do zawartości wzorem był dla niego Paula Gerhardta.
Gabriel Wilhelm Götten (1708 – 1781) napisał o nim w 1735 i w 1740 roku w swoim dziele Das jetzt-lebende gelehrte Europa, oder Nachrichten von den vornehmsten Lebens-umständen und Schrifften: jetzt-lebender europäischen Gelehrten

Sprawiedliwie mówiąc, urodził się na poetę pieśni. Jego największa chwała istnieje w powszechnym poklasku, z którym prawie cały ewangelicki kościół w Niemczech wprowadził jego pieśni do śpiewnika kościelnego.

August Heinrich Hoffmann von Fallersleben (1798–1874) idzie jeszcze dalej pisząc o nim w Aufzeichnungen und Erinnerungen

Właściwe pole jego poezji, ku któremu skierował całą żarliwość i ciepło, swojego pobożnego podziwu są trzy kardynalne chrześcijańskie cnoty: wiara, miłość, nadzieja. W przedstawieniu i gloryfikacji tej podstawowej idei chrześcijaństwa ujawnia najpiękniej i najczyściej swoją poetycką wartość.

Już w 1704 roku ukazało się jego 50 pieśni w zbiorze pt. Heilige Liederflammen der himmlischgesinnten Seele. W następnym wydaniu zbiór zawierał 100, a w trzecim 140 pieśni. Liczba jego pieśni zebranych w 16 zbiorach wydanych w latach 1707–1737 wynosi nie mniej niż 1188. W swojej poetyckiej pracy był pobieżny i pośpieszny. Przez co wiele plew między ziarnem było. Był tego świadom o czym pisał w przedmowie do zbioru Mara und Manna w 1728 roku tymi słowy: „Wypłynęły one spod śpiesznego pióra, stąd praca nie jest również stosowna, jak to wymagają zasady doskonałej poezji. Jeśli drzewa często są potrząsane to spadają też niedojrzałe owoce.”
Oprócz pieśni napisał wiele modlitw i kilka pism o tematyce świeckiej. Wiele jego pieśni weszło na stałe do kanonu pieśni protestanckich na całym świecie.

## Dzieła (wybrane)

### Dawne wydania
- Benjamin Schmolcks: Lieder und Gebete: Eine Auswahl zur häuslichen Erbauung...,Leipzig 1855 books.google
- Benjamin Schmolckens ... Gott-geheiligte Morgen und Abend Andachten: Samt einer kurzen Lebens-Beschreibung, Nürnberg und Altdorf 1724 books.google
- „Herrn Benj. Schmolkens, Pastor prim. und Inspektors der evangelischen Kirchen und Schulen von Schweidnitz, sämmtliche trost- und geistreiche Schriften.” 1 tom 1740 (z 785 pieśniami), 2 tom 1744 (z 433 pieśniami) zu Tübingen bei Schramm, mit einer Lebensbeschreibung. – Wetzel, Hymnopoeographia. 1724. Thl. 3. S. 83 ff. – Kluge, Hymnopoeographia Silesiaca. Breslau 1751. – Hoffmann v. Fallersleben,
- Szmolka Benjamina rozmaite piękne, zacne pocieszne Wzdychania Serca, Królewiec 1753
- Bartholomäus Ringwaldt und Benjamin Schmolck. Breslau 1833.
- Ludwig Grote: Benjamin Schmolcks Lieder und Gebete. Eine Auswahl zu häuslicher Erbauung. 2. Aufl. Leipzig 1860.

### Pieśni w Śpiewniku Ewangelickim
Dzisiaj kilka z jego pieśni dalej ma swoje miejsce w Śpiewniku Kościoła Ewangelicko-Augsburskiego w Polsce wydanym przez Wydawnictwo Augustana w 2002 roku w Bielsku-Białej. W nawiasie podano nr pieśni.
- Seele,geh nach Golgatha (Na Golgotę, duszo, śpiesz) – pieśń pasyjna (137)
- Mein Jesus lebt (Mój Jezus żyw) – pieśń wielkanocna (183)
- Willkommen. Held im Streite (Witajże, Bohaterze) – pieśń wielkanocna (201)
- Schmueckt das Fest mit Maien (W zieleń dzień ten strójcie) muz. Christian Friedrich Witt – pieśń na Zesłanie Ducha Świętego (228)
- Was Gott tut, das ist wohlgetan, so denken (Z miłości jest, co czyni Bóg) – pieśń na Dziękczynne Święto Żniw (256)
- Tut mir aut die schöne Pforte (Otwierajcie piękne bramy) muz. Joachim Neander – pieśń na początek i koniec nabożeństwa (306)
- So walt es Gott! (W imieniu Bożym) – pieśń na początek i koniec nabożeństwa (320)
- Teures Wort aus Gottes Munde (Święte, drogie Boże Słowo) – pieśń na Słowo Boże (387)
- Ja größer Kreuz, je näher Himmel (Im większy krzyż) – pieśń na lęk i zaufanie (675)
- Himmelan geht unsere Bahn (Ku niebiosom dążmy wciąż) – pieśń na nawrócenie i naśladowanie (732)
- Mój Boże, jak chcesz – pieśń na nawrócenie i naśladowanie (734)
- Mein Gott, ich weiß wohl, daß ich sterbe (Mój Boże, wiem) muz. Johann Gottfried Schicht – pieśń na śmierć, zmartwychwstanie i życie wieczne (921)

## Wyróżnienia
Rzymskokatolicka parafia w Chróstniku, niedaleko Lubina, postanowiła upamiętnić ks. Benjamina Schmolcka  i w sobotę 29 września 2012 roku w 340 rocznicę jego urodzin odsłonięto tam tablicę pamiątkową ku jego czci.